# Aimery de Limoges
Pour les articles homonymes, voir Limoges (homonymie).
Aimery de Limoges est le patriarche d'Antioche de 1140 à 1165, puis à nouveau de 1170-1193.
Il nait vers 1110 en France et part étudier à Tolède. En 1136, il est nommé archidiacre d'Antioche. 
Après la déposition de Raoul de Domfront, il est élu patriarche d'Antioche sans doute grâce au prince d'Antioche, Raymond de Poitiers, avec qui il entretient des relations amicales. Il prend ensuite part à la régence de sa veuve, Constance, mais il est emprisonné par Renaud de Châtillon, son deuxième mari. Il doit s'exiler après sa libération à l'instigation du roi Baudouin III de Jérusalem. Pendant son exil, il célèbre le mariage de Baudouin à Théodora Comnène en 1158. Peu de temps après, il est autorisé à rejoindre son patriarcat. 
Une fois de plus, Aimery doit prendre part au gouvernement de la principauté après la capture du prince Bohémond III par Nur ad-Din en août 1164. Bohémond est finalement libéré grâce à l'intervention de l'empereur de Byzance Manuel Comnène, offerte à condition que le prince nomme un grec au patriarcat. Aimery doit alors se retirer en son château de Cursat jusqu'en 1170, date de la mort du patriarche grec Athanase. Vainqueur des prétentions grecques sur le patriarcat, il ne peut en revanche empêcher la perte de nombreux territoires de sa juridiction aux mains de Zengi, Nur ad-Din et Saladin. 
Tout au long de sa vie, il entretient de bonnes relations avec les églises orientales et prépare le chemin à l'union des maronites à l'église latine. Il meurt entre 1193 et 1196 et est enterré dans la cathédrale d'Antioche.

## Trois épisodes de la vie d’Aimery de Limoges

### Intervention, vers 1150, dans une donation à l’église d’Aureil
Aimery de Limoges est intervenu, vers 1150, pour que l’église de La Geneytouse soit donnée par l’évêque de Limoges à l’église d’Aureil ; cette intervention indique le patriarche d’Antioche, qui vivait loin du Limousin, tenait, malgré son éloignement, à s’occuper de questions religieuses touchant cette région ; voici une extrait du document concernant cette intervention, tel que ce document a été publié dans une revue savante :
« G(eraldus), Dei gratia Lemovicensis episcopus, presentibus et futuris in perpetuum. Nosse volumus tam presentes quam futuros quoniam intuitu pietatis et religionis ac ob caritatem et reverentiam A(imeric), patriarche Antiocheni, et precibus Thome fratris sui et Simonis archidiaconi, assensu quoque P. archidiaconi et P. archipresbiteri, concessimus et donavimus Willelmo priori et ecclesie Aurelienci ecclesiam de la Genestosa cum omninus pertinentiis suis in perpetuum possidendam ; (…) »
(Voici une traduction mot à mot en français moderne : « Gérald (note : il s'agit de Gérald du Cher, évêque de 1142 à 1177), par la grâce de Dieu évêque de Limoges, pour le présent et pour le futur à perpétuité. Nous voulons reconnaître, autant pour le présent que pour le futur, que, par l’effet de la piété et de la religion, et en raison de l’amitié et du respect pour Aimery, patriarche d'Antioche, et par l'effet des prières de son frère Thomas et de l'archidiacre Simon, et aussi par l’effet de l’assentiment du Père archidiacre et du Père archiprêtre, nous concédons et donnons au prieur Guillaume (note : il s'agit de Guillaume de Plaisance, qui était déjà prieur en 1156, et qui est décédé vers 1158), et à l’église d'Aureil, l'église de la Geneytouse, avec toutes ses possessions, en propriété perpétuelle ; (...) »

### L’épisode, vers 1153, de «la torture des mouches»
Voici comment est raconté le conflit entre Renaud de Châtillon et Aimery de Limoges dans le texte, publié il y a un demi-siècle, par la romancière et historienne française, d’origine russe, Zoé Oldenbourg qui nous fait revivre un épisode qui est comme une tragi-comédie qui tourne du côté du tragique :
« Le patriarche, Aimery de Limoges, avait, comme on sait, détenu le pouvoir pendant le veuvage de la princesse ; il ne voyait pas sans dépit un petit chevalier sans fortune s’installer en maître à Antioche. Ce prélat, d’assez piètre réputation – il s’était hissé au siège patriarcal grâce à ses intrigues contre son bienfaiteur et prédécesseur Raoul de Domfront –, était un homme excessivement autoritaire et orgueilleux ; il ne manquait pas de caractère, et avait su organiser la défense d’Antioche après la mort de Raymond de Poitiers. Hautain, fier de sa richesse, il ne dissimula pas son mépris pour le nouveau prince. Renaud, apprenant les propos que le prélat tenait sur son compte, et aspirant aussi à s'emparer de la fortune du patriarche, fit saisir Aimery par ses soldats, et, non content de le jeter en prison, le fit fouetter jusqu'au sang puis exposer sur une tour en plein soleil, enduit de miel – afin d’attirer les mouches et les guêpes… »
Voici ce même épisode de « la torture des mouches », telle qu’on peut la trouver dans un texte rédigé par un auteur anonyme, qui narre, en français, divers évènements de l’époque des Croisades. Ce texte est connu sous le titre « L'Histoire d’Eraclès » ; pour cette compilation, l'auteur, qui se compare souvent à Tite-Live, s'inspire de récits d'autres historiens des Croisades comme Foucher de Chartres ; voici le paragraphe, extrait de cette chronique, qui décrit « la torture des mouches », avec le texte en ancien français, et une traduction mot à mot en français moderne :
« Li Princes qui estoit noviaus hom en fu trop corociez et mout troublez ; si que a ce le mena li granz corrouz que il fist oevre dome hors du sen : car il fist prendre le Patriarche et mener honteusement au donjon dantioche. Apres fist il encor greigneur deablie ; car cil qui estoit prestres et evesques sacrez au leu monseigneur saint Pere qui vieus hom estoit et maladis fist lier au somet de la tor et le chief tout oindre de miel ; et fu iluec au soleil ardant en un jor deste touz seus soffri le chaut et les mouches a grant torment. »
« Le Prince, qui était un homme très jeune, en fut très courroucé et très troublé ; et, à cause de cela, il lui vint une grande colère, telle qu’il commit un acte insensé ; en effet il fit saisir le Patriarche et il le fit mener honteusement au donjon d’Antioche. Et ensuite il commit une vilenie encore plus grande ; car celui qui était prêtre et évêque, et sacré au rang de saint Pierre, et qui était un vieil homme et malade, il le fit lier au sommet de la tour avec la tête toute couverte de miel ; et celui-ci eut, en ce lieu, au soleil brûlant, en une journée d’été, tout seul, à souffrir de la chaleur et des mouches avec une grande douleur. »

### Rédaction, avant 1200, de la «Fazienda de ultra mar»
L’image laissée par Aimery de Limoges est faite de contrastes, entre un Aimery de Limoges qui écrit en castillan un des premiers ouvrages d’inspiration biblique qui ait jamais été composé en « langue vulgaire », et un patriarche d’Antioche qui est décrit comme un homme peu cultivé, et c’est ce que nous découvrons dans le travail érudit de Rudolf Hiestand:
« (Aimery de Limoges est) l’auteur de la « Fazienda de ultra mar ». Malgré nos connaissances très maigres sur la vie interne de l’église d’Antioche durant la domination franque, nous savons cependant qu’à la fin des années 1130 le limousin Aimoin, châtelain au service du prince Raymond de Poitiers avait appelé en Orient et puis soutenu par diverses interventions auprès du prince, son neveu Aimery, qui était peut-être originaire de Solignac (Salamiacum) et qui porte quelquefois le nom d’Aimery de Malafayde ou Malefaye. (…) (Aimery de Limoges a été) d’abord doyen d’Antioche avant d’en être patriarche. Toutefois Guillaume de Tyr décrit celui-ci, dès la première mention, comme « homo absque litteris » (traduction en français : « homme sans connaissances ») ; déjà en racontant des évènements de l’année 1153, il le déclare « longaevus et paene perpetuo infirmus » (traduction en français : « d’un grand âge et presque continuellement faible de corps »). Toutefois – en tout cas en ce qui concerne le « longaevus » - il s’agit d’une expression par anticipation étant donné qu’Aimery, comme on l’a dit, gouverna son église jusqu’en 1196. Le nouveau patriarche entra bientôt en conflit avec les princes de son temps, le fameux Renaud de Châtillon qui l’expose au soleil en plein été, la tête nue et couverte de miel, et plus tard Bohémond III auquel il avait reproché sa vie matrimoniale scandaleuse. »

## Aimery de Limoges dans les enluminures

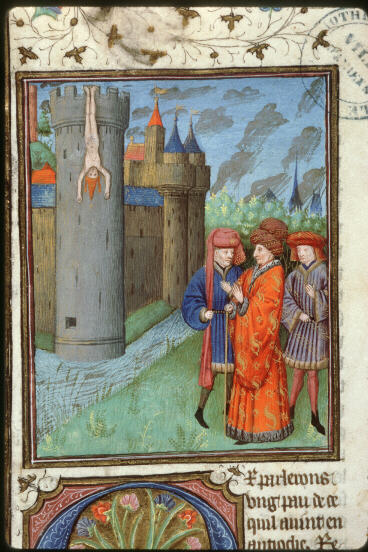
Renaud de Châtillon et le supplice d'Aimery de Limoges, enluminure, XVe siècle

On découvre Aimery de Limoges dans les enluminures comme dans la représentation, donnée ci-contre, du récit de « la torture des mouches » infligée au patriarche par Renaud de Châtillon. Ici le prélat est dénudé, et il est pendu par les pieds au créneaux d’une muraille de la citadelle d’Antioche ; son corps est entièrement exposé aux brûlures du soleil et aux piqûres des mouches. Cette image, qui date du XVe siècle, des années 1440-1445, accompagne un texte d’un lettré anonyme, « L'Histoire d’Eracles ». Cette enluminure est conservée à la Bibliothèque Municipale d’Amiens.

## Liens
- Notices d'autorité :   - VIAF
  - ISNI
  - BnF (données)
  - IdRef
  - LCCN
  - GND
  - Pays-Bas
  - Pologne
  - NUKAT
  - WorldCat